# Peter Kent (Schauspieler)
Peter Kent ist ein australischer Schauspieler. Er spielte in vielen Fernsehserien mit, unter anderem auch in Meine peinlichen Eltern, Crocodile Dundee in Los Angeles, Gargantua – Das Monster aus der Tiefe, SOS über dem Pazifik und in Monarch Cove.

## Filmografie (Auswahl)
- 1993: Mr. Babysitter
- 1994: Thunder in Paradies
- 1996: Flippers neue Abenteuer (Flipper, Fernsehserie, 2 Folgen)
- 1999: Adrenalin – Notärzte im Einsatz (Medivac, Fernsehserie, 2 Folgen)
- 2001: Crocodile Dundee in Los Angeles
- 2003: The Turner Affair
- 2006–2007: Meine peinlichen Eltern (Mortified, Fernsehserie, 24 Folgen)